# إيفان براون (لاعب كرة قدم كندية)
إيفان براون هو لاعب كرة قدم كندية كندي، ولد في 18 يوليو 1985 في ريجاينا في كندا.